# Kinto-un
 (décembre 2024).
Kinto-un (筋斗雲, Kinto'un) (translittération japonaise du chinois simplifié : 筋斗云 ; chinois traditionnel : 筋斗雲 ; pinyin : jīndòu yún) connu également sous le nom de "nuage magique" est un objet fictif qu'utilise Sun Wukong (translittéré par Son Goku en japonais) dans un roman chinois de la fin du XVIe siècle, La Pérégrination vers l'Ouest de Wu Cheng'en. C'est un petit nuage qui peut être utilisé comme tapis volant. Seuls ceux ayant le « cœur pur » peuvent tenir dessus ; les autres passent au travers.

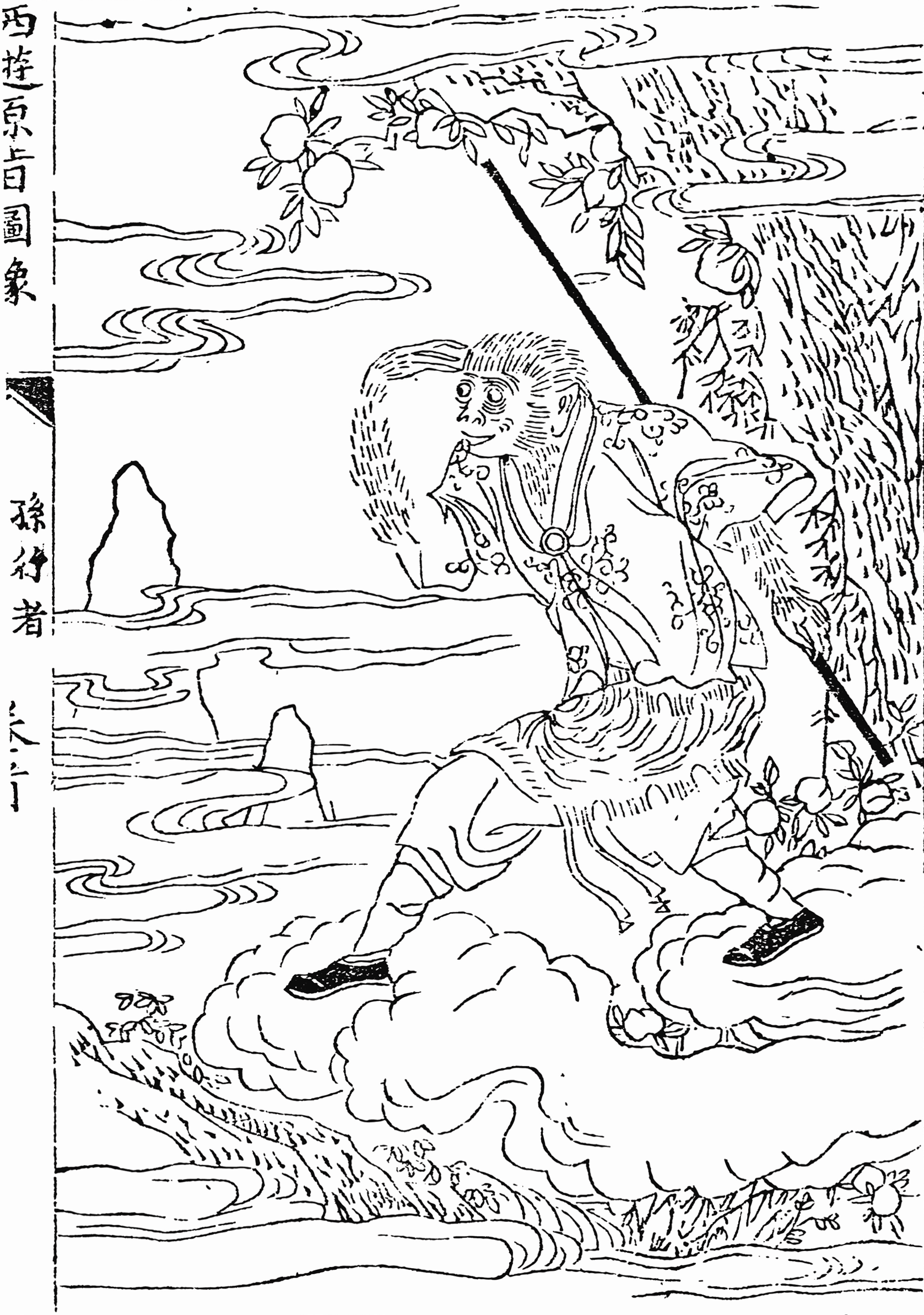
Sun Wukong sur Jindou yun, illustration de 1819

Kinto-un apparaît également dans le manga Dragon Ball (1984-1995) d'Akira Toriyama, qui s'inspire librement du roman.

## Dans Dragon Ball

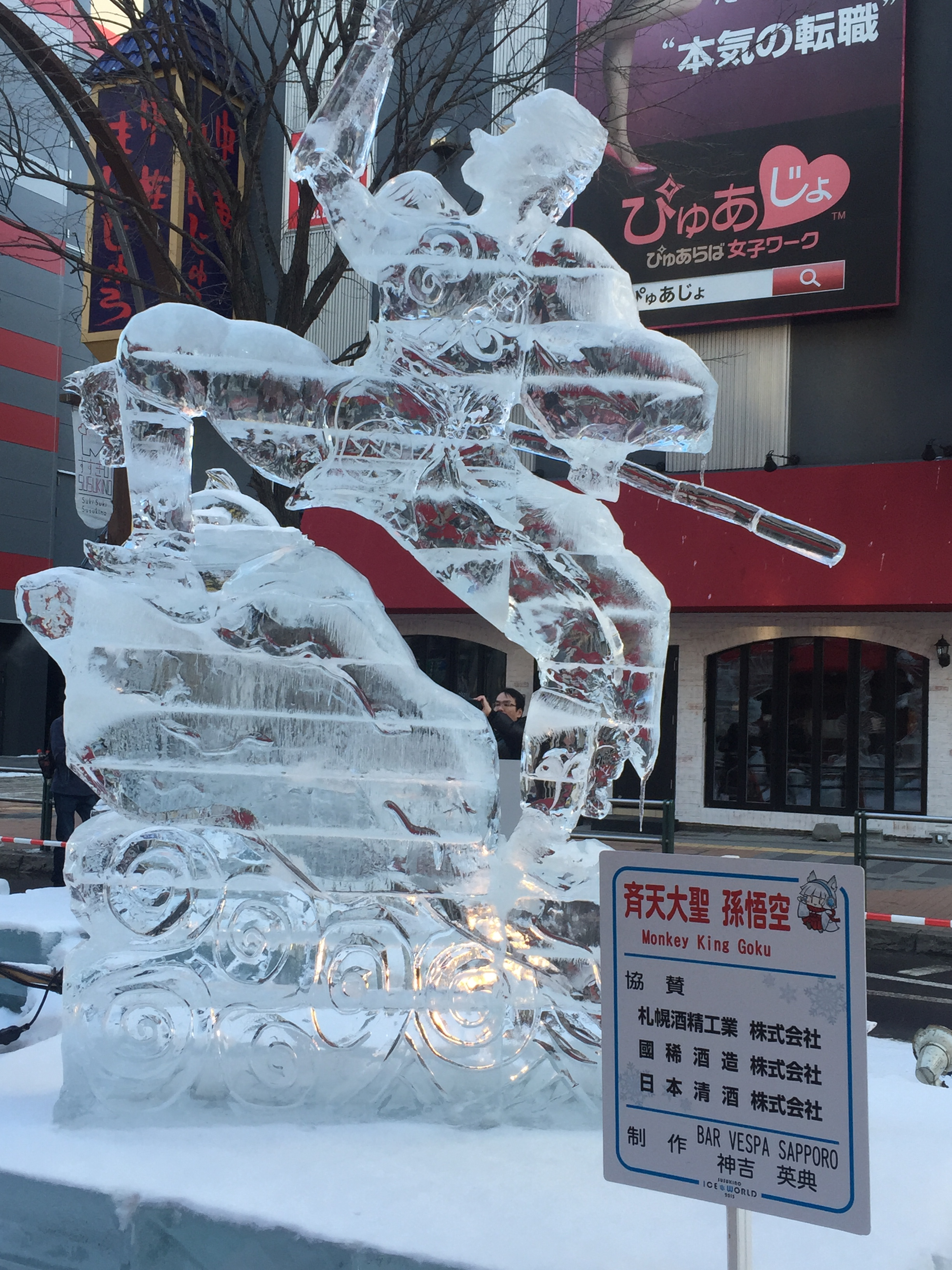
sculpture de glace représentant Sun Wukong sur son nuage, à, Hokkaido, Japon

Kinto-un apparaît au début de Dragon Ball. Kamé Sennin en fait cadeau à Son Goku pour le remercier d'avoir sauvé sa tortue. Son Goku, dont le cœur est pur, peut monter dessus sans difficulté, et il s'en sert pendant toute son enfance pour voyager. Kinto-un est beaucoup moins utilisé à partir de l'arrivée des Saiyans (ce qui correspond au début de Dragon Ball Z), car c'est à partir de cette période que Goku et ses amis apprennent à se déplacer en volant.
Kinto-un peut atteindre une très grande vitesse, et il ne peut être détruit que par des rayons maléfiques. Quand Son Gohan rentre à l'école de Mr Satan, il l'utilise pour s'y rendre chaque matin. Fils de Son Goku, Son Gohan et Son Goten ont également le cœur pur, et peuvent donc monter dessus. Pour faire venir le nuage, il suffit à son utilisateur de l'appeler.
Kinto-un est détruit une première fois par un missile de l'armée du Red Ribon. Plus tard, un vieillard apprend à Son Goku qu'il est éternel et qu'il reviendra s'il l'appelle. Son Goku le fit et Kinto-un réapparut, toutefois après un temps plus long qu'à l'habitude (on suppose alors qu'il était simplement "vaporisé" et qu'il lui a fallu quelques dizaines de secondes pour se reconstituer).
Kinto-un fut ensuite détruit par Tambourine, un des monstres du démon Piccolo. Cette fois-ci, Son Goku ne put le faire revenir en l'appelant. Plus tard, ce dernier apprend que Maître Karin est le gardien du Kinto-un et invoque un nuage aux dimensions immenses. Son Goku en détache un petit morceau aux dimensions équivalentes à son précédent. Ce Kinto-un restera présent jusqu'à la fin de la série. On apprend aussi que Kinto-un ne peut pas monter plus haut que le sommet de la tour Karin, donc il est impossible de se rendre au palais du Tout-Puissant avec.
Si on n'a jamais vu Maître Karin monter sur Kinto-un, il semble évident qu'il en soit capable, vu sa position de gardien et son cœur apparemment pur.
Il existe également un nuage différent de celui de Son Goku. C'est Maître Karin qui l'offre à Tao Pai Pai, après que celui-ci a bu l'élixir sacré, afin de lui éviter d'avoir à redescendre la tour ce qui l'aurait rendu encore plus fort. Il est de la même taille que celui de Son Goku et est de couleur bleu foncé.

### À propos du nom
Traduit dans la version française de l'anime comme le nuage magique, le nuage qui vole, le nuage supersonique ou Kinto (anecdotique lord d'un épisode), il s'appelle "nuage magique" dans la première traduction française du manga et Kinto-un dans la Perfect Edition.

### Personnages pouvant utiliser Kinto-un
- Son Goku
- Chichi
- Son Gohan
- Son Goten
- Tout-Puissant
- Nam
- Lunch (sous sa forme « amicale »)
- Upa
- Aralé Norimaki
- Kamé Sennin (quand il était jeune)

D'autres personnages, incapables de monter sur le nuage magique tout seuls, ont cependant pu l'utiliser en s'agrippant à Son Goku. C'est le cas de Krilin et Bulma.
Le seul personnage d'un autre manga qui n'est pas de Dragon Ball et qui a pu monter sur le nuage magique dans certains crossover est Monkey D. Luffy du manga One Piece de Eiichirō Oda, ce qui prouve que le cœur de Luffy est pur.